# Diocesi di Vannida
La diocesi di Vannida (in latino: Dioecesis Vannidensis) è una sede soppressa e sede titolare della Chiesa cattolica.

## Storia
Vannida, nell'odierna Algeria, è un'antica sede episcopale della provincia romana della Mauritania Cesariense.
Unico vescovo conosciuto di questa diocesi africana è Rogaziano, il cui nome appare al 52º posto nella lista dei vescovi della Mauritania Cesariense convocati a Cartagine dal re vandalo Unerico nel 484; Rogaziano era già deceduto all'epoca della redazione di questa lista.
Dal 1933 Vannida è annoverata tra le sedi vescovili titolari della Chiesa cattolica; dal 1º luglio 2024 l'arcivescovo, titolo personale, titolare è Kryspin Dubiel, nunzio apostolico in Angola e a São Tomé e Príncipe.

## Cronotassi

### Vescovi residenti
- Rogaziano † (prima del 484)

### Vescovi titolari
- Luigi Maverna † (15 settembre 1965 - 9 settembre 1971 nominato vescovo di Chiavari)
- Celso Nogoy Guevarra † (20 giugno 1972 - 4 giugno 1975 nominato vescovo di Balanga)
- Luigi Bommarito † (18 marzo 1976 - 2 maggio 1980 nominato vescovo di Agrigento)
- Alessandro Plotti † (23 dicembre 1980 - 7 giugno 1986 nominato arcivescovo di Pisa)
- Antonio Bianchin † (10 marzo 1987 - 22 gennaio 1991 deceduto)
- Félix del Blanco Prieto † (31 maggio 1991 - 10 aprile 2021 deceduto)
- Kryspin Dubiel, dal 1º luglio 2024